# Valles Marineris
(Współrzędne: ♂ 14,0000°S 59,2000°W/-14,000000 -59,200000)

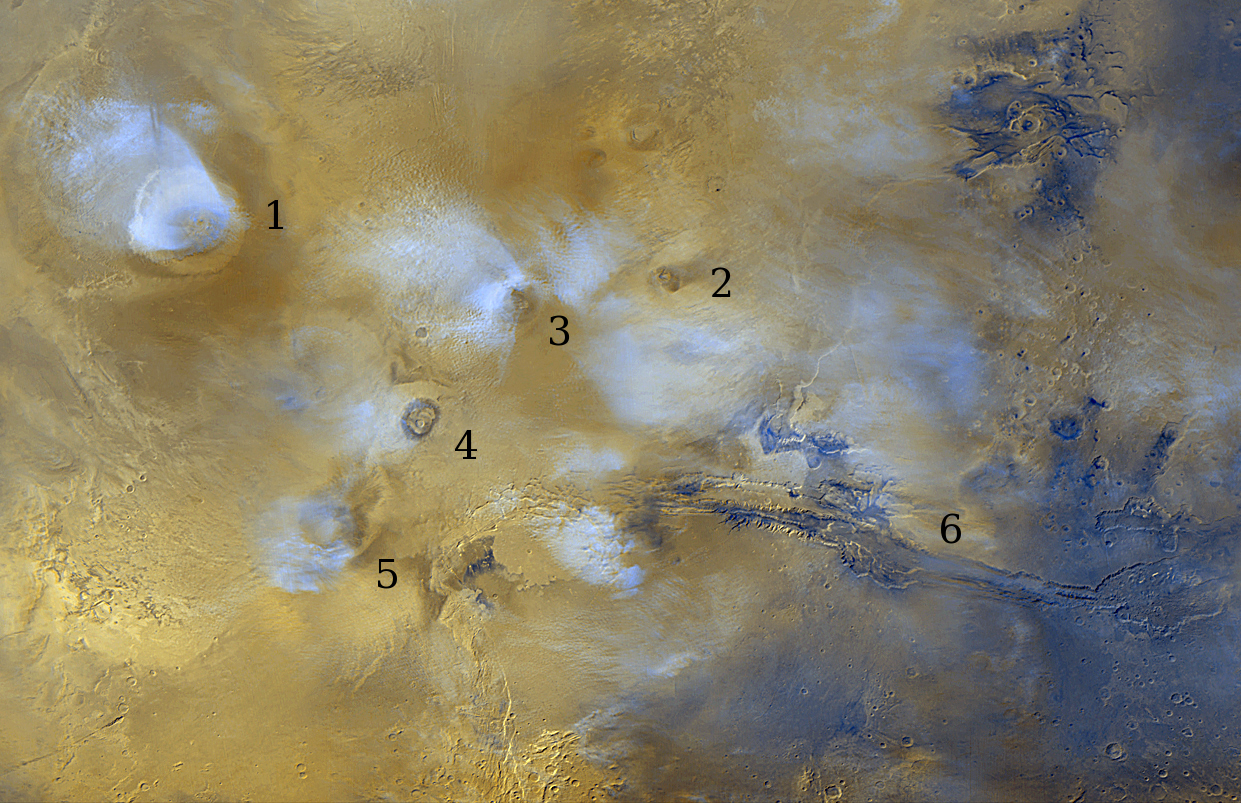
1. Olympus Mons 2. Tharsis Tholus 3. Ascraeus Mons
4. Pavonis Mons 5. Arsia Mons 6. Valles Marineris

Valles Marineris (łac. Doliny Marinera) – złożony system kanionów na Marsie znajdujący się nieco na południe od równika, na wschód od Tharsis. Odkrycia Valles Marineris dokonał Mariner 9.

## Wielkość i pochodzenie
Valles Marineris ma długość ok. 5000 km, szerokość ok. 200 km i głębokość ok. 5-8 km (miejscami do 11 km). Pochodzenie Valles Marineris pozostaje nieznane, choć dominuje hipoteza, że to pęknięcie powstało miliardy lat temu podczas stygnięcia planety. Jest to największy kanion w Układzie Słonecznym.

## Nazwa
Decyzją Międzynarodowej Unii Astronomicznej w 1973 roku nazwa tego systemu kanionów honoruje zespół naukowy programu Mariner 9.

## Panorama

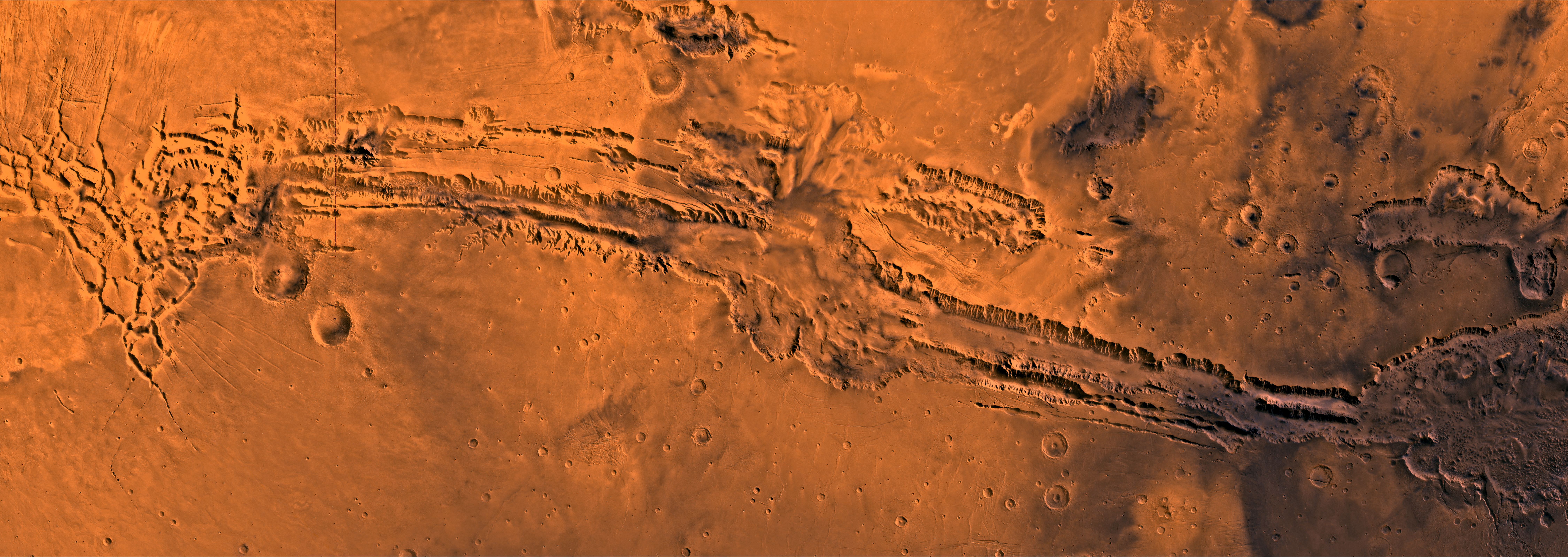
Valles Marineris (NASA/JPL-Caltech)